# Balthila, Bantval
Balthila là một làng thuộc tehsil Bantval, huyện Dakshina Kannada, bang Karnataka, Ấn Độ.